# HMAS Heros
HMAS Heros − australijski holownik zbudowany oryginalnie dla brytyjskiej Royal Navy jako holownik typu Saint.  Początkowo służył w RN jako HMS „Erth”, po zakończeniu I wojny światowej został sprzedany australijskiej firmie z Sydney.  W latach 1934 i 1937 „Heros” był okresowo wynajmowany przez Royal Australian Navy(RAN).  W okresie II wojny światowej został zarekwirowany przez RAN gdzie służył jako HMAS „Heros”.  Po wojnie został zwrócony właścicielowi, ostatecznie został złomowany w 1966.

## Historia
Okręt HMS „Erth” był wodowany 28 lutego 1919 w szkockiej stoczni Murdoch & Murray jako jeden z liczącego 46 holowników typu Saint budowanego na zamówienie Admiralicji Brytyjskiej.  Okręt mierzył 135 stóp i 5 cali długości, 29 stóp szerokości i miał 16 stóp i dwa cale zanurzenia (41,27 × 8,83 x 4,92 m).  Jego pojemność brutto wynosiła (w zależności od źródeł) 382-441 ton, net tonnage wynosiła 2-7, a wyporność – 860 ton.  Napęd stanowił maszyna parowa potrójnego rozprężania o mocy 208 NHP (1250 IHP) i  pojedyncza śruba.  Prędkość maksymalna wynosiła 12 węzłów.
Okręt służył w Royal Navy w latach 1919-1921 po czym został sprzedany firmie The Shipping Controller, cztery lata później został zakupiony przez sydneyską firmę J.Fenwick & Company i jego nazwa została zmieniona na „Heros”.
Jeszcze przed wybuchem drugiej wojny światowej „Heros” był dwukrotnie wynajmowany przez RAN jako holownik celów (w latach 1934 i 1937).  Po wybuchu wojny statek został zarekwirowany przez RAN 2 listopada 1939, podniesienie bandery nastąpiło 12 stycznia 1940. HMAS „Heros” (FY87) początkowo służył jako okręt pomocniczy ZOW (auxiliary anti-submarine vessel).  Jego uzbrojenie stanowiła pojedyncza armata 12-funtowa (76,2 mm, zastąpiona w późniejszym okresie armatą 102 mm), pojedynczy karabin maszynowy Maxim (7,7 mm, zastąpiony w 1942 przez karabin maszynowy Vickers o tym samym kalibrze), w 1944 dodano także dwa działka Oerlikon 20 mm. Okręt uzbrojony był także w 26 bomb głębinowych na jednej zrzutni i dwóch wyrzutniach.
Po wejściu do służby „Heros” służył głównie jako okręt pomocniczy ZOW wodach przybrzeżnych Australii.  Brał także udział w poszukiwaniu rozbitków z HMAS „Sydney” zatopionego w czasie bitwy z HMS „Kormoranem”.  „Heros” odnalazł jedną z dwóch tratw ratunkowych typu Carley pochodzącą z „Sydney”, znajduje się ona obecnie w Australian War Memorial w Canberze.
„Heros” został zwrócony właścicielom 13 sierpnia 1942 ale już 12 lutego 1943 został ponownie zarekwirowany przez RAN, tym razem używany był głównie jako holownik HMAS „Heros” (W130).
Po zakończeniu wojny okręt został wycofany do rezerwy 12 lutego 1946 i zwrócony właścicielom 5 listopada 1947.  „Heros” został złomowany w 1966.